# Prisoners' Wives
Prisoners' Wives est une série télévisée britannique en dix épisodes de 59 minutes créée par Julie Gearey et diffusée entre 31 janvier 2012 et le 4 avril 2013 sur BBC One.
La série est inédite dans tous les pays francophones.

## Synopsis
La série suit quatre femmes dont les proches, maris ou fils, sont en prison.

## Distribution

### Actrices principales
- Polly Walker : Francesca, l'épouse de Paul
- Pippa Haywood : Harriet, la mère de Gavin
- Emma Rigby : Gemma, l'épouse de Sean (saison 1)
- Natalie Gavin (en) : Lou, la copine de Sean (saison 1)
- Sally Carman (en) : Kim Haines, femme d'un homme accusé à tort de viol sur mineur (saison 2)
- Karla Crome : Aisling, la fille adolescente d'un violeur (saison 2)

### Acteurs de soutien
- Phoebe Dynevor : Lauren
- David Bradley : Frank
- Iain Glen : Paul
- Harry McEntire (en) : Matt
- Adam Gillen (en) : Gavin
- Adrian Rawlins : Ian, le prêtre de la prison
- Jonas Armstrong : Steve (saison 1)
- Reuben Johnson (en) : Sean (saison 1)
- Andrew Tiernan : DS David Hunter (saison 1)
- Anne Reid : Margaret (saison 2)
- Nicola Walker : DCI Jo Fontaine (saison 2)
- Stuart Wolfenden (en) : Liam (saison 2)

## Épisodes

### Première saison (2012)
Les épisodes, sans titre, sont numérotés de un à six.

### Deuxième saison (2013)
Le 26 avril 2012, la série a été renouvelée pour une deuxième saison de quatre épisodes diffusée à partir du 14 mars 2013. Les épisodes, sans titre, sont numérotés de un à quatre.